# Benjamin Edwards
Benjamin Edwards (ur. 12 sierpnia 1753, zm. 13 listopada 1829) – amerykański polityk.
W 1795 roku był przedstawicielem trzeciego okręgu wyborczego w stanie Maryland w Izbie Reprezentantów Stanów Zjednoczonych.